# MMA Junkie
MMA Junkie（エムエムエー・ジャンキー）は、アメリカ合衆国の総合格闘技のニュースウェブサイトである。

## 概要
2006年に設立された。2011年にUSAトゥデイに買収され、以降ガネット・カンパニー傘下となっている。
SimilarWebによると、MMAjunkie.comの2023年8月の月間合計閲覧者数は約850万人である。

## 表彰
- World MMA Awards
  - メディア・ソース・ オブ・ザ・イヤー（2008年、2009年、2010年、2011年、2014年）
  - ジャーナリスト・ オブ・ザ・イヤー（ジョン・モーガン 2009年）